# 威沙特鎮區 (密蘇里州波爾克縣)
威沙特鎮區（英語：Wishart Township）是位於美國密蘇里州波爾克縣的一個行政鎮區。

## 地方資料
威沙特鎮區的面積為53.21平方千米，當中陸地面積為53.04平方千米，而水域面積為0.17平方千米。根據2020年美國人口普查的數據，當地共有人口622人，而人口密度為每平方千米11.69人。